# 광주 대원정사 석조보살좌상
광주 대원정사 석조보살좌상은 광주광역시 북구 본촌동, 대원정사에 있는 조선시대의 불상이다. 2013년 2월 25일 광주광역시의 문화재자료 제29호로 지정되었다.

## 개요
광주 대원정사 석조보살좌상은 상호, 자세, 착의법, 보발 등으로 보아 17세기 후반부터 18세기 초반에 제작된 것으로 추정된다. 당시 활발하게 활동한 색난(色難) 유파의 조각상과 친연성을 보여 조선 후기 조각사 연구에 귀중한 자료이다.

## 참고 문헌
- 광주 대원정사 석조보살좌상 - 국가유산청 국가유산포털